# Capuz cervical

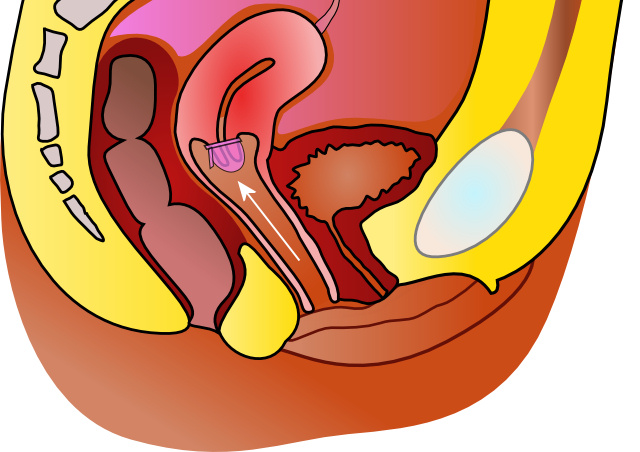
Posição do capuz cervical

O capuz cervical é um método de contracepção do tipo barreira. Ele se encaixa no cérvix e bloqueia a entrada do esperma no trato reprodutor feminino. O capuz cervical pode ser feito de látex ou silicone. Seu tamanho comparado ao diafragma é menor. Até um dia antes da relação sexual o capuz cervical deve ser preenchido com espermicida e inserido para dentro da vagina acima do cérvice.